# Третя авеню
Третя авеню (англ. Third Avenue) — вулиця з півночі на південь проходить по району Іст-Сайд боро Нью-Йорка Мангеттен, а також у центральній частині Бронкса. Її південний кінець знаходиться на площах Астор і Святого Марка. Переходить у Купер-сквер, і далі на південь — до Бауері, Чатем-сквер і Парк-Роу. Сторона Мангеттена закінчується на Східній 128-й вулиці. Третя авеню має двосторонній рух від Купер-сквер до 24-ї вулиці, але на Мангеттені над 24-ю вулицею проходить лише рух у північному напрямку (вгорі міста), у Бронксі знову продовжується двосторонній. Однак через міст Третьої авеню рух транспортних засобів здійснюється в протилежному напрямку, дозволяючи рух транспортних засобів лише в південному напрямку, що робить авеню фактично несуцільною для транспортних засобів між районами.

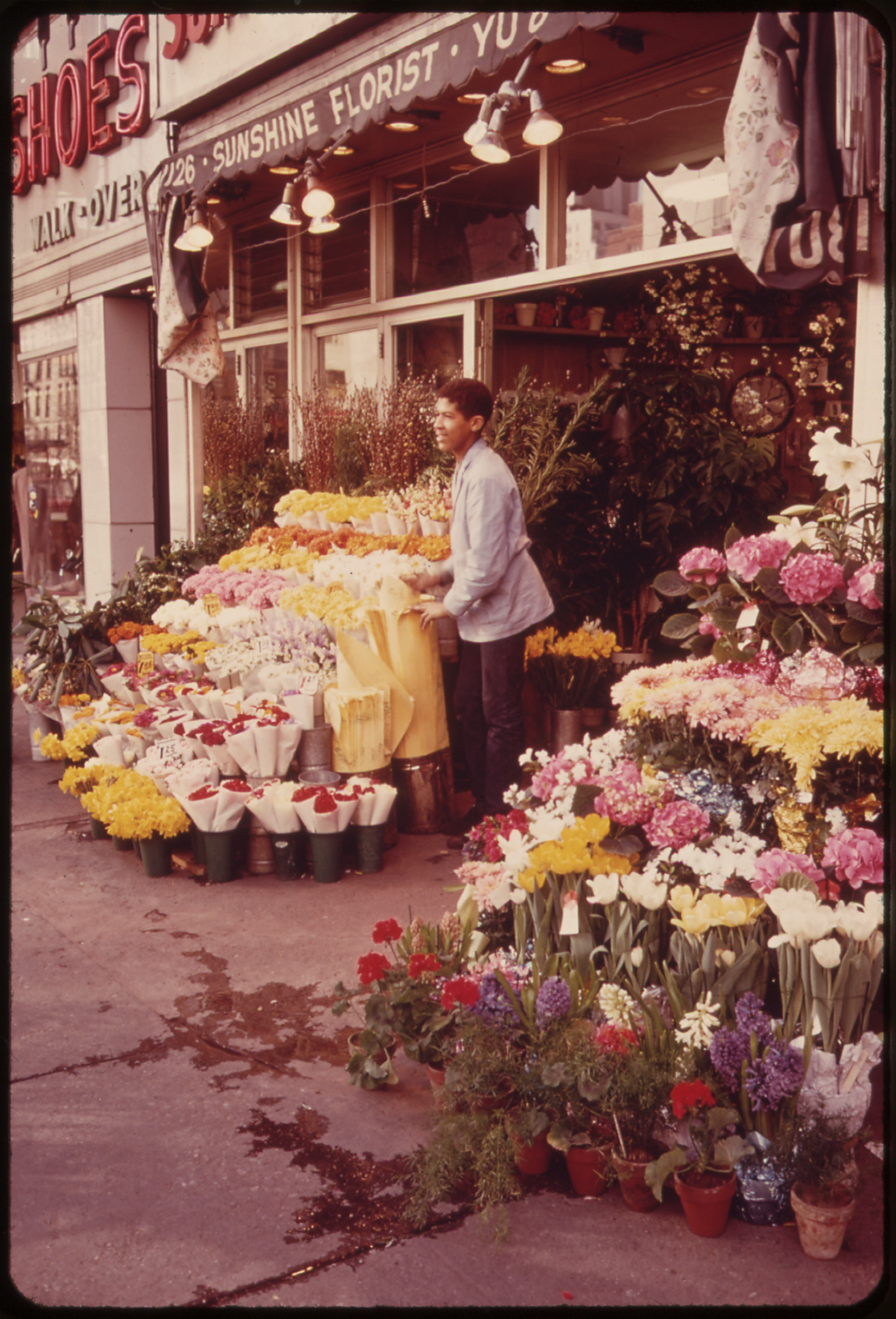
Квітковий магазин на Третій авеню в 1970-х роках

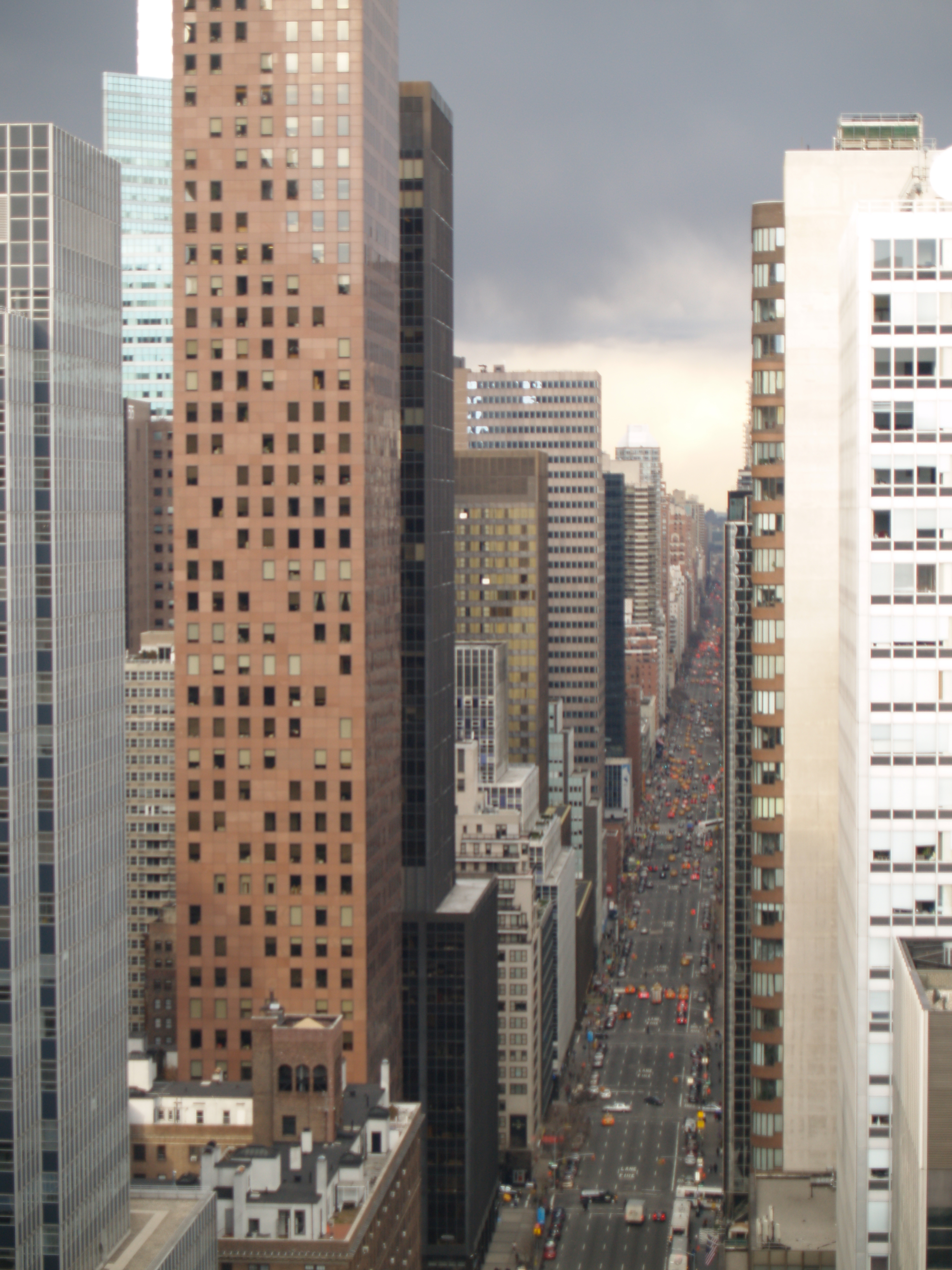
Вид на авеню у південному напрямку на Манхеттені 2007 рік

Вулиця залишає Мангеттен і продовжується в Бронксі через річку Гарлем через міст Третьої авеню на північ від Східної 129-ї вулиці до Іст-Фордхем-роуд у Фордхем-центрі, де вона перетинається з шляхом 1. Це одна з чотирьох вулиць, які утворюють Хаб, місце як максимального трафіку, так і щільності архітектури в Південному Бронксі.

## Історія
Як і більшість міських вулиць, Третя авеню була ґрунтовою до кінця 19 століття. У травні 1861 року, згідно з листом до редактора The New York Times, вулиця була ареною маршу погано спорядженого війська 7-го нью-йоркського добровольчого піхотного полку: «Чоловіки не були в уніформі, але дуже погано одягнені, — у багатьох випадках з розшльопаними черевиках. Діловий вигляд, з яким вони швидко марширували через глибоку багнюку Третьої авеню, був ще більш примітним».
17 липня 1960 року ділянку Третьої авеню на Манхеттені на північ від 24-ї вулиці було перетворено на дорогу з одностороннім рухом. Починаючи з липня 2023 року, на Третій авеню між 59-ю та 96-ю вулицями було встановлено смугу для автобусів і захищену велосипедну смугу. Цю ділянку авеню було звужено з п’яти до трьох смуг для руху транспортних засобів.